# Asura thomensis
Asura thomensis är en fjärilsart som beskrevs av Rothschild 1913. Asura thomensis ingår i släktet Asura och familjen björnspinnare. Inga underarter finns listade i Catalogue of Life.